# Dario I
Dario I (em latim: Dārīus; em grego: Δαρεῖος; romaniz.: Dareîos; em persa antigo: 𐎭𐎠𐎼𐎹𐎢𐏁; romaniz.: Dārayauš; 550 a.C. — 486 a.C.), cognominado o Grande, foi o terceiro Imperador do Império Aquemênida, reinando de 522 até sua morte em 486 a.C.. Governou o império em seu auge territorial, quando incluía grande parte da Ásia Ocidental, partes dos Bálcãs (Trácia-Macedônia e Peônia) e o Cáucaso, a maioria das regiões costeiras do mar Negro, Ásia Central, o vale do Indo no extremo leste e partes do norte e nordeste da África, incluindo Egito (Mudraia), leste da Líbia e litoral do atual Sudão. Dario é mencionado nos livros de Ageu, Zacarias, Daniel e Esdras-Neemias do Antigo Testamento.
Dario ascendeu ao trono derrubando o monarca aquemênida Bardia (ou Esmérdis), que alegou ser na verdade um impostor chamado Gaumata. O novo rei enfrentou rebeliões por todo o império, mas reprimiu cada uma delas; um evento importante na vida de Dario foi sua expedição para subjugar a Grécia e punir Atenas e Erétria por sua participação na Revolta Jônica. Embora sua campanha tenha fracassado na Batalha de Maratona, conseguiu resubjugar a Trácia e expandiu o Império Aquemênida por meio de suas conquistas da Macedônia, das Cíclades e da ilha de Naxos.
Dario organizou o império dividindo-o em províncias administrativas, cada uma governada por um sátrapa. Refez a cunhagem aquemênida como um novo sistema monetário uniforme e tornou o aramaico uma língua cooficial do império ao lado do persa. Também colocou o império em melhor posição construindo estradas e introduzindo pesos e medidas padrão. Por meio dessas mudanças, o Império Aquemênida se tornou centralizado e unificado. Dario empreendeu outros projetos de construção em todo o seu reino, concentrando-se principalmente em Susã, Pasárgada, Persépolis, Babilônia e Egito. Mandou esculpir uma inscrição na face de um penhasco do Monte Beistum para registrar suas conquistas, o que mais tarde se tornaria uma evidência importante do persa antigo.

## Etimologia

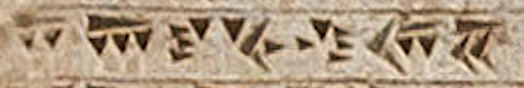
Nome de Dario em antigo cuneiforme persa na inscrição DNa de seu túmulo: Dārayavauš (𐎭𐎠𐎼𐎹𐎺𐎢𐏁)

Dario (Dārīus) e Dareu (Dārēus) são as formas latinas do grego Dareu (Δαρεῖος, Dareîos), e por sua vez do persa antigo Daraiauxe (𐎭𐎠𐎼𐎹𐎢𐏁, Dārayauš), que é uma forma abreviada de Daraiavauxe (𐎭𐎠𐎼𐎹𐎺𐎢𐏁, Dārayavaʰuš). A forma mais longa reflete-se no elamita Dareamauixe (𒆪𒊑𒀀𒈠𒌋𒆜, Dareamauiš), no babilónio (𒁕𒀀𒊑𒅀𒀀𒈲, Dāreyāmuš⁠), nas formas aramaicas Derivevexe (𐡃𐡓𐡉𐡅𐡄𐡅𐡔, drywhwš) e talvez na forma grega mais longa Dereio (Δαρειαῖος, Dareiaîos). O nome na forma nominativa significa "aquele que mantém firme o(s) bem(nes)", o que se pode verificar pela primeira parte dāraya, que significa "titular", e o advérbio vau, que significa "bondade".

### Ascensão

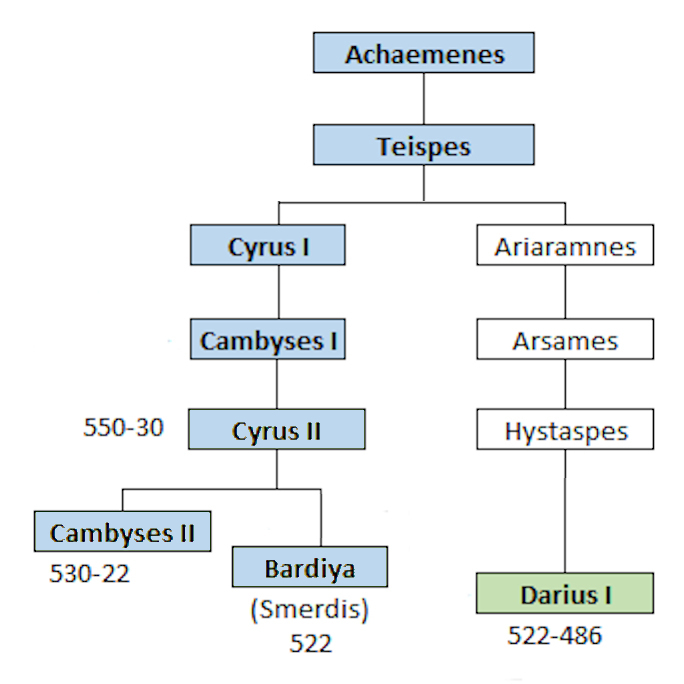
Linhagem de Dario, o Grande, de acordo com a Inscrição de Beistum

### Primeiras revoltas

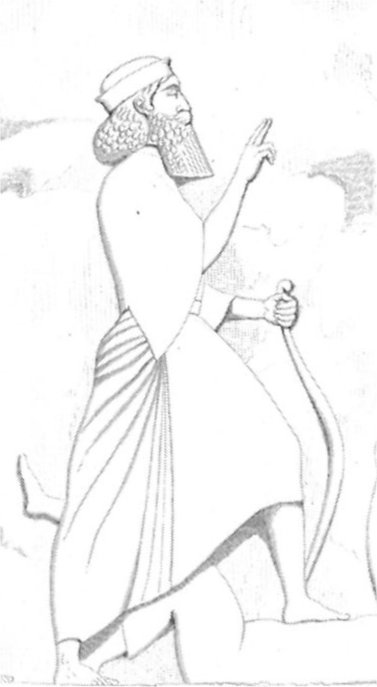
Dario, o Grande, por Eugène Flandin (1840)